# Plus One (film 2013)
Plus One (+1) è un film del 2013 diretto da Dennis Iliadis. 

## Trama
Tre amici del college vanno ad un'enorme festa organizzata da un loro coetaneo. Durante i festeggiamenti, dei blackout, causati dalla caduta di un meteorite nelle vicinanze, daranno vita ad un insolito e misterioso fenomeno che sconvolgerà la vita di tutti i ragazzi presenti: essi verranno clonati.

## Distribuzione
Il film è stato proiettato al South by Southwest nel marzo 2013 e distribuito in video on demand e su iTunes a partire dal 20 settembre 2013. Il 14 gennaio 2014 è stata distribuita la versione in DVD.
In Italia il film è stato trasmesso per la prima volta in chiaro il 9 febbraio 2015 da Cielo in prima serata.